# 大托尔西 (奥布省)
大托尔西（法語：Torcy-le-Grand，法語發音：[tɔʁsi lə ɡʁɑ̃]）是法国奥布省的一个市镇，与小托尔西相邻，属于特鲁瓦区。

## 地理
大托尔西（48°32'0"N, 4°10'13"E）面积7.54 平方千米，位于法国大東部大區奥布省，该省份为法国中北部省份，北起马恩省，西接塞纳-马恩省，西南至约讷省，东南至科多尔省，东临上马恩省。
与大托尔西接壤的市镇（或旧市镇、城区）包括：奥布河畔阿尔西、勒谢讷、圣艾蒂安-苏巴尔比斯、圣雷米苏巴尔比伊斯、小托尔西。

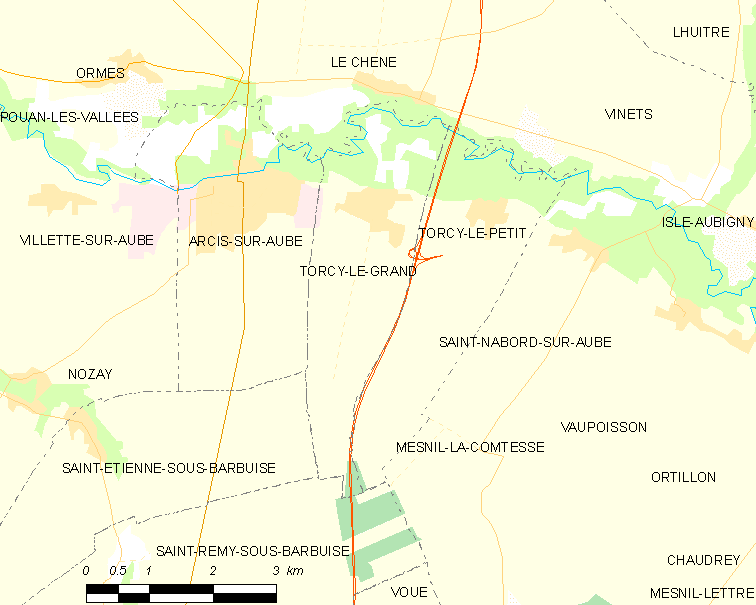
的OSM定位图

大托尔西的时区为UTC+01:00、UTC+02:00（夏令时）。

## 行政
大托尔西的邮政编码为10700，INSEE市镇编码为10379。

## 政治
大托尔西所属的省级选区为奥布河畔阿尔西县。

## 人口

1962-2008年间人口变化图示

大托尔西于2022年1月1日时的人口数量为441人。